# Frunse-Akademie
Die M.W. Frunse Militärakademie (Russisch: Военная академия имени М. В. Фрунзе, offizieller vollständiger Name Militärorden Lenins und der Oktoberrevolution, Rotbanner, Suworow-Orden Akademie benannt nach M.W. Frunse, Russisch: Военная орденов Ленина и Октябрьской Революции, Краснознамённая, ордена Суворова академия имени М. В. Фрунзе) war eine Militärakademie der Sowjetischen und später der Russischen Streitkräfte.

## Geschichte
Die Akademie wurde 1918 in Moskau auf Anweisung von Wladimir Iljitsch Lenin gegründet. Anfänglich trug sie die Bezeichnung Akademie des Generalstabes, wurde dann im Jahre 1921 in Militärakademie der Roten Arbeiter- und Bauernarmee umbenannt. 1925 wurde die Akademie nach Michail Wassiljewitsch Frunse benannt.
Bis einschließlich 1936 erfolgte dort die Ausbildung von mittleren und höheren Kommandeurskadern. Die Ausbildung der höheren Kader erfolgte an der operativen Fakultät. Seit 1936 erfolgte hier die Ausbildung in den Fachrichtungen Kommandeure und Stabsoffiziere für die operativ-taktische Laufbahn.

## Bekannte Absolventen
In deutscher alphabetischer Reihenfolge, Akademiejahrgang in Klammern
- Blagoje Adžić (1969–1973), jugoslawischer Verteidigungsminister
- Jonas Andriškevičius (1973–1976), litauischer General
- Alexei Innokentjewitsch Antonow (1928/1932), sowjetischer General (Operation Bagration)
- Howhannes Baghramjan (1934), Marschall der Sowjetunion
- Juri Nikolajewitsch Balujewski (1980), Generalstabschef der Russischen Streitkräfte
- Iwan Wassiljewitsch Boldin, sowjetischer Generaloberst, Chef der SMAD in Thüringen
- Gaik Bschischkjan (1929), sowjetischer Befehlshaber
- Lew Michailowitsch Dowator (1936), Generalmajor, postumer Held der Sowjetunion
- Iwan Anissimowitsch Fadeikin (1946–1949), Leiter der Auslandsspionage des KGB in der DDR
- Kurt Fischer (Politiker, 1900) (1932), deutscher kommunistischer Agitator und sächsischer Innenminister (1945)
- Gerd Gawellek (1987) Brigadegeneral der Bundeswehr, erster aus der NVA übernommener Offizier, der zum General in der Bundeswehr befördert wurde
- Filipp Iwanowitsch Golikow (1933), Marschall der Sowjetunion, Direktor des militärischen Geheimdienstes GRU
- Pawel Sergejewitsch Gratschow (1981), Armeegeneral, 1992–1996 Verteidigungsminister der Russischen Föderation
- Andrei Antonowitsch Gretschko (1936), Marschall der Sowjetunion, sowjetischer Verteidigungsminister (1967–1976)
- Boris Wsewolodowitsch Gromow (1972), sowjetischer/russischer General und Politiker
- Andrei Iwanowitsch Jerjomenko (1935), Marschall der Sowjetunion, Militärtheoretiker
- Michail Petrowitsch Kirponos (1927), sowjetischer Generaloberst, gefallen im Zweiten Weltkrieg als OB Südwest-Front
- Iwan Stepanowitsch Konew (1932/1934), sowjetischer Marschall, einer der bedeutendsten Befehlshaber im Zweiten Weltkrieg
- Semjon Moissejewitsch Kriwoschein (1931), sowjetischer Generalleutnant, Reformer der Panzertruppe
- Fjodor Issidorowitsch Kusnezow (1926), sowjetischer General
- Alexander Iwanowitsch Lebed (1982–1985), russischer General und Politiker
- Nikolai Jegorowitsch Makarow (1979), seit 2008 russischer Generalstabschef
- Rodion Jakowlewitsch Malinowski (1927), Marschall der Sowjetunion, sowjetischer Verteidigungsminister, Träger des Siegesordens
- Michail Misinzew (1996), Generaloberst, „Schlächter von Mariupol“
- Dmitri Grigorjewitsch Pawlow (1928), sowjetischer Armeegeneral
- Alexander Iwanowitsch Pokryschkin (1948), sowjetischer Marschall der Flieger
- Markian Michailowitsch Popow (1936), sowjetischer Armeegeneral
- Lew Wladimirowitsch Rudnew, Planer des Gebäudes der Militärakademie in Moskau
- Matwei Wassiljewitsch Sacharow (1936), Marschall der Sowjetunion, Chef des Generalstabes
- Horst Skerra (1952–1956), letzter Chef der Landstreitkräfte der NVA
- Wassili Danilowitsch Sokolowski (1921), Marschall der Sowjetunion, Chef des Generalstabes
- Wolfgang Steger (1955–1959), Generalleutnant der Nationalen Volksarmee
- Karol Świerczewski (1928), polnischer Offizier und General im Dienste der Sowjetunion
- Fjodor Iwanowitsch Truchin (1925), Offizier
- Wassili Iwanowitsch Tschuikow (1925), Marschall der Sowjetunion
- Valdas Tutkus (1991), Befehlshaber der litauischen Streitkräfte, Generalleutnant
- Jukums Vācietis (Professor ab 1922), lettischer Offizier, kurzzeitig Oberbefehlshaber der Roten Armee im russischen Bürgerkrieg
- Walentin Iwanowitsch Warennikow (1954), sowjetischer General und stellvertretender Verteidigungsminister

Einige der ersten Akademieabsolventen machten später Karriere in der Roten Armee, darunter auch spätere Marschälle der Sowjetunion. Während des Zweiten Weltkrieges befehligten 24 Akademieabsolventen Fronten oder (sowjetische) Armeeäquvivalente.
Zwischen 1934 und 1988 wurde 722 Absolventen der Ehrentitel „Held der Sowjetunion“ verliehen, darunter 244 während des Zweiten Weltkrieges.

## Kommandanten
Der erste Kommandant der Akademie war Anton Klimowitsch, ein Generalmajor, der im Russisch-Japanischen Krieg und im Ersten Weltkrieg gekämpft hatte.
- Anton Karlowitsch (Pawlowitsch) Klimowitsch (1918–1919)
- Andrei Jewgenjewitsch Snessarew (1919–1921)
- Michail Nikolajewitsch Tuchatschewski (1921–1922)
- Anatoli Iljitsch Gekker (1922)
- Pawel Pawlowitsch Lebedew (1922–1924)
- Michail Wassiljewitsch Frunse (1924–1925)
- Roberts Eidemanis (1925–1932)
- Boris Michailowitsch Schaposchnikow (1932–1935)
- August Kork (1935–1937)
- Nikolai Andrejewitsch Werjowkin-Rachalski (1937–1939)
- Michail Semjonowitsch Chosin (1939–1941)
- Nikolai Andrejewitsch Werjowkin-Rachalski (1941–1944)
- Nikandr Jewlampijewitsch Tschibissow (1944–1948)
- Wjatscheslaw Dmitrijewitsch Zwetajew (1948–1950)
- Alexei Semjonowitsch Schadow (1950–1954)
- Pawel Alexejewitsch Kurotschkin (1954–1968)
- Andrei Trofimowitsch Stutschenko (1968–1969)
- Alexei Iwanowitsch Radsijewski (1969–1978)
- Pawel Wassiljewitsch Melnikow (1978–1982)
- Gennadi Iwanowitsch Obaturow (1982–1985)
- Wladimir Kontschiz (1985–1991)
- Wladimir Nikolajewitsch Lobow (1991)
- Fjodor Kusmin (1992–1997)
- Leonid Sergejewitsch Zolotow (1997–1998)

## Auszeichnungen
Leninorden
Orden der Oktoberrevolution
 Rotbannerorden
 Suworoworden 1. Grades
Sie erhielt neun Orden der ex-sozialistischen Länder, u. a. der Deutschen Demokratischen Republik.

## Nachfolge
Gemäß Beschluss der Regierung der Russischen Föderation Nr. 10.009 vom 29. Oktober 1998 wurden die Malinowski-Militärakademie der Panzertruppen und die Frunse-Akademie zusammengelegt, um die Allgemeine Militärakademie der Russischen Streitkräfte zu bilden.